# Jorge Negrete
Jorge Alberto Negrete Moreno (Guanajuato, 30 november 1911 - Los Angeles, 5 december 1953) was een Mexicaans zanger en acteur.
Negrete was afkomstig uit een aanzienlijke familie uit Guanajuato. Hij sloot zich aan bij het leger. Hij vocht mee in verschillende veldslagen in de laatste fase van de Mexicaanse Revolutie en klom op tot luitenant. Later ging hij studeren in Guanajuato en Mexico-Stad, waar hij vloeiend Engels, Duits, Frans, Italiaans en Nahuatl leerde spreken.
Hij startte zijn muzikale carrière in 1931 als operazanger in Mexico-Stad. In 1937 speelde hij een rol in de film La Madrina Del Diablo. Hij was hierin zo succesvol, dat hij een driejarig contract wist te verkrijgen. Na ¡Ay Jalisco, No Te Rajes!, waarvan hij ook de titelsong zong, werd hij een internationale bekendheid, en de eerste ster van de charro-films. Bij het filmen van ¡Ay Jalisco, No Te Rajes! ontmoette hij Gloria Marín met wie hij een relatie kreeg.
Hij kreeg in 1942 een hoofdrol aangeboden in El Peñon de las Ánimas. Negrete wilde Marín als tegenspeelster, maar in plaats van haar koos de regisseur María Félix. Hoewel de twee elkaar aanvankelijk haatten raakten ze uiteindelijk verliefd en ze trouwden in 1952. Naast zijn filmrollen was hij ook bekend als zanger van rancheras in het trio Los Tres Calaveras. In totaal nam hij meer dan 400 nummers op, waarvan Yo Soy Mexicano, México Lindo y Querido en Ay Jalisco, No Te Rajes! het bekendst zijn geworden.
Negrete overleed plots in Los Angeles aan hepatitis, dat hij vermoedelijk tijdens een buitenechtelijk avontuurtje in New York had opgelopen. Zijn begrafenis werd bijgewoond door duizenden mensen, waaronder zijn vriend en mede-acteur Pedro Infante.

## Filmografie (selectie)
- La madrina del Diablo (1937)
- El fanfarrón (1938)
- ¡Ay Jalisco, no te rajes! (1941)
- Aquí llegó el valentón (1943)
- Cuando quiere un mexicano (1944)
- Canaima (1945)
- Gran Casino (1947)
- Allá en el Rancho Grande (1949)
- Jalisco canta en Sevilla (1949)
- Una Gallega en México (1949)
- Dos tipos de cuidado (1953)
- El Rapto (1954)

- Biblioteca Nacional de España: XX862800
- Bibliothèque nationale de France: cb14045828b (data)
- Gemeinsame Normdatei: 118889869
- International Standard Name Identifier: 0000 0000 5949 0965
- Library of Congress Control Number: n88132339
- MusicBrainz: ec57c22f-9bb7-48ab-aa85-dab108a71b53
- Nationale Bibliotheek van Tsjechië: xx0176518
- Système universitaire de documentation: 098453351
- Virtual International Authority File: 42041878
- WorldCat: E39PBJpPGrG7H8RckHqyt7QjG3